# Pseudaulacaspis multiducta
Pseudaulacaspis multiducta är en insektsart som beskrevs av Williams och Watson 1988. Pseudaulacaspis multiducta ingår i släktet Pseudaulacaspis och familjen pansarsköldlöss. Inga underarter finns listade i Catalogue of Life.